# Hörfell
Hörfell är ett berg i republiken Island. Det ligger i regionen Norðurland vestra, 200 km norr om huvudstaden Reykjavík. Toppen på Hörfell är 663 meter över havet.
Trakten runt Hörfell är nära nog obefolkad, med mindre än två invånare per kvadratkilometer. Närmaste större samhälle är Blönduós, omkring 16 kilometer söder om Hörfell. Trakten runt Hörfell består i huvudsak av gräsmarker.